# Allgemeine Zeitschrift für Philosophie
Die Allgemeine Zeitschrift für Philosophie (abgekürzt mit der Sigle AZP, mitunter auch AZPh) ist eine wissenschaftliche Fachzeitschrift für Philosophie. Sie erscheint seit 1976 mit drei Heften pro Jahr, anfangs herausgegeben unter der Schriftleitung von Gerd-Günther Grau (1976–1984), dann im Auftrag der Gesellschaft von Josef Simon (1985–1994). Seit dem Jahrgang 41.2 (2016) sind Andreas Hetzel, Eva Schürmann und Harald Schwaetzer Herausgeber der Zeitschrift. Sie folgen Tilman Borsche von der Universität Hildesheim nach, der die Herausgeberschaft von 1995 bis 2016 innehatte. In Hildesheim ist derzeit (2018) auch die Redaktion der Zeitschrift beheimatet.